# Meergrüne Primel
Die Meergrüne Primel (Primula glaucescens) ist eine Pflanzenart, die zur Gattung der Primeln (Primula) und zur Familie der Primelgewächse (Primulaceae) gehört.

## Beschreibung
Die Meergrüne Primel ist eine ausdauernde Pflanze, die Wuchshöhen von 5 bis 15 Zentimeter erreicht. Die Pflanze ist vollkommen kahl außer winziger Drüsenhaare am Kelch. Die Laubblätter sind grundständig, lanzettlich, spitz, ganzrandig, glänzend, meergrün, bis 8 Zentimeter lang und bis 2 Zentimeter breit. Der Blattrand ist knorpelig, kahl und im jungen Zustand nach oben eingerollt. 
Der Stängel ist deutlich länger als die Blätter. Er trägt eine zwei- bis fünfblütige, aufrechte Dolde. Die Tragblätter sind 5 bis 20 Millimeter lang und schmal-lanzettlich. Sie sind stets länger als die Blütenstiele und erreichen manchmal die Kelchspitze. Der Kelch ist röhrig, 7 bis 15 Millimeter lang, meist rotbräunlich gefärbt und bis zur Mitte geteilt. Die Kelchzähne sind meistens spitz. Die Krone ist rosa, purpurn oder hellviolett gefärbt und 20 bis 30 Millimeter breit. Ihre Kronlappen sind ausgerandet.
Die Blütezeit reicht von Mai bis Juli.

## Vorkommen
Diese Art kommt in den Südalpen vor. Sie ist vom Comer See über die Bergamasker Alpen bis nach Judikarien vor. Sie ist montan bis subalpin in steinigen Rasen und auf schattigen Felsen auf Kalk in Höhenlagen von 450 bis 2400 Meter zu finden.

## Taxonomie
Die Meergrüne Primel wurde 1822 durch Giuseppe Moretti in Giorn. Fis. Chim., ser. 2, vol. 5, S. 249 erstbeschrieben. Synonyme sind Primula calycina Duby ex Gaud. 1828 non Sprengel (1823), Primula laevigata Duby ex Reichb., Primula longobarda Porta  und Primula glaucescens subsp. longobarda (Porta) Pax.